# Baphia pubescens
Baphia pubescens är en ärtväxtart som beskrevs av Joseph Dalton Hooker. Baphia pubescens ingår i släktet Baphia och familjen ärtväxter. Inga underarter finns listade i Catalogue of Life.